# Fiorinia horii
Fiorinia horii är en insektsart som beskrevs av Kuwana 1927. Fiorinia horii ingår i släktet Fiorinia och familjen pansarsköldlöss. Inga underarter finns listade i Catalogue of Life.